# Семігін Геннадій Юрійович
Геннадій Юрійович Семігін (рос. Геннадий Юрьевич Семигин, *23 березня 1964 р. в м. Дунаївці, Хмельницької області) — російський державний та політичний діяч, депутат Державної Думи Російської Федерації (рос. Государственной Думы) III та IV скликань, голова Координаційної ради Народно-патріотичного союзу Росії (на цій посаді в 2004 році він замінив Геннадія Зюганова, однак КПРФ відмовилася визнати його обрання).
В Державній думі ІІІ скликання займав посаду заступника голови Держдуми.

## Санкції
Через підтримку російської агресії та порушення територіальної цілісності України під час російсько-української війни перебуває під персональними міжнародними санкціями різних країн.
З 23 лютого 2022 року перебуває під санкціями всіх країн Європейського союзу.
З 11 березня 2022 року перебуває під санкціями Великої Британії.
З 24 березня 2022 року перебуває під санкціями Сполучених Штатів Америки.
З 24 лютого 2022 року перебуває під санкціями Канади.
З 25 лютого 2022 року перебуває під санкціями Швейцарії.
З 26 лютого 2022 року перебуває під санкціями Австралії.
З 12 квітня 2022 року перебуває під санкціями Японії.
Указом президента України Володимира Зеленського від 7 вересня 2022 року перебуває під санкціями України.
З 3 травня 2022 року перебуває під санкціями Нової Зеландії.